# Formule de Barnett

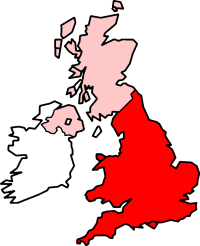
L’Angleterre et le pays de Galles (rouge), avec le reste du Royaume-Uni (rose).

La formule de Barnett (Barnett formula) est un mécanisme utilisé par le Trésor de Sa Majesté du Royaume-Uni pour ajuster le montant de fonds publics alloués à l'Irlande du Nord, l'Écosse et le pays de Galles en fonction du niveau de fonds alloués pour les services publics en Angleterre, en Angleterre et pays de Galles ou en Grande-Bretagne.
La formule doit son nom à Joel Barnett, qui l'a développée à la fin des années 1970. Malgré l'échec de son application, la formule a été retenue pour faciliter le travail administratif sous les administrations de Margaret Thatcher et John Major, ainsi que par celles de Tony Blair, Gordon Brown et le gouvernement de coalition de David Cameron. 
Certains, dont Barnett lui-même au cours des dernières années, critiquent la formule. Selon Timothy Edmonds, la formule de Barnett « n'a aucune assise légale ni justification démocratique,. »
À la suite du référendum sur l'indépendance de l'Écosse de septembre 2014, la formule de Barnett a soulevé une certaine attention.

## Fonctionnement
La formule distribue les fonds publics aux pays constituants le Royaume-Uni. Les modifications sont faites en fonction de la proportion de la population actuelle. Ces fonds ne s'appliquent qu'aux dépenses liées aux domaines de compétence qui ne sont pas de l’essor du gouvernement du Royaume-Uni. Ils sont donnés « en bloc », laissant chacune des administrations gérer les montants.
Le principe de la formule est que toute augmentation ou diminution des dépenses en Angleterre se répercute en proportion aux gouvernements du pays de Galles, d'Écosse et d'Irlande du Nord. Des arrangements analogues sont appliqués à des catégories de dépenses particulières à certaines administrations. La formule ne s'applique pas à toutes les dépenses publiques, mais représente l'option par défaut si aucune autre décision n'a été prise dans le secteur concerné. 

## Histoire
Le plus lointain prédécesseur de la formule de Barnett est la formule de Goschen (en) (1888), développée par George Goschen comme proposition dans le cadre de la Home Rule. Cette dernière accordait 80 % des fonds à l'Angleterre et pays de Galles, 11 % à l'Écosse et 9 % à l'Irlande.
Dans les années 1970, les changements dans les populations sont examinés. À l'époque, 85 % d'entre-elles habite l'Angleterre et 10 % l'Écosse, ce qui amène la formule de Barnett à accorder 10/85e de ce que reçoit l'Angleterre (soit 11,76 %). En 1999, les pourcentages sont réévalués et le taux baisse à 10,23 % pour l'Écosse.
| Année | Angleterre | Pays de Galles | Écosse    | Irlande du Nord  |
| ----- | ---------- | -------------- | --------- | ---------------- |
| 2011  | 53 012 456 | 2 226 005      | 5 295 400 | 1 810 863        |
| 2001  | 49 138 831 | 2 188 754      | 5 062 011 | 1 685 267        |
| 1991  | 48 197 672 | ---            | 5 083 000 | 1 607 300        |
| 1981  | 45 978 080 | ---            | 5 180 200 | 1 543 000        |
| 1971  | 43 460 525 | ---            | 5 234 000 | 1 536 065        |
| 1961  | 41 159 213 | ---            | 5 201 000 | 1 425 042        |
| 1951  | 38 668 830 | ---            | 5 096 000 | 1 370 921        |
| 1941  | 38 084 321 | ---            | ---       | ---              |
| 1931  | 37 359 045 | ---            | 4 842 554 | 1 256 561 (1926) |
| 1921  | 35 230 225 | ---            | 4 882 497 | ---              |
| 1911  | 33 561 235 | ---            | 4 760 904 | 1 250 531        |
| 1901  | 30 072 180 | ---            | 4 472 103 | 1 236 952        |
| 1891  | 27 231 229 | ---            | 4 025 647 | 1 236 056        |

## Controverse
La formule de Barnett est critiquée sur plusieurs points :
1. Elle ne prend pas en compte les différents besoins ou les différents coûts dans les différentes régions,
2. Elle ne touche pas le niveau de dépenses publiques existant,
3. Elle ne tient pas compte des différents montants de taxes payés dans différents secteurs ou des changements de ces montants.